# Da Vinci's Inquest
Da Vinci's Inquest is een Canadese dramatelevisieserie die werd uitgezonden op CBC van 1998 tot 2005. Hoewel het nooit de hoogste kijkcijfers haalde, werden er wel zeven seizoenen van elke dertien afleveringen verfilmd (91 afleveringen in het totaal) en werd er daarna een vervolgserie gestart: Da Vinci's City Hall.
De serie speelde zich af en werd gefilmd in Vancouver, met in de hoofdrol Nicholas Campbell als Dominic Da Vinci, een man die ooit een geheimagent was voor de Royal Canadian Mounted Police. Nu is hij een gedreven lijkschouwer en rechter van instructie, die gerechtigheid wil voor de doden waarvan hij het lichaam onderzoekt.
Daarnaast speelden mee: Gwynyth Walsh als Da Vinci's ex-vrouw en hoofdpatholoog-anatoom Patricia Da Vinci, Donnelly Rhodes als detective Leo Shannon, en Ian Tracey als detective Mick Leary.

## Productie
Da Vinci's Inquest is losjes gebaseerd op het werkelijke leven van Larry Campbell, voormalig hoofdlijkschouwer van Vancouver, Brits-Columbia, die in 2002 tot burgemeester van de stad werd gekozen. De rol van Da Vinci werd echter specifiek geschreven voor de acteur Nicholas Campbell. Elementen uit de verhaallijn zijn daarnaast gebaseerd op sociaalpolitieke problemen waar de werkelijke bewoners van Vancouver mee te maken hebben, zoals de daklozenproblematiek, de controverse rondom vastgestelde injectieplaatsen voor drugsgebruikers, het idee om een tippelzone in te stellen, en de verdwijning van daklozen en prostituees.

## Prijzen en nominaties
De serie sleepte voor vijf van de zes eerste seizoenen de Gemini Award voor best dramaserie in de wacht.
Nicholas Campbell ontving de Gemini Award voor Best Performance in a Continuing Leading Dramatic Role voor zijn werk in de serie. Donnelly Rhodes ontving de Gemini Award voor beste acteur in 2002 en de Earle Grey Award in 2006. In 2002 won actrice Keegan Connor Tracy een Leo Award voor haar gastoptreden in Inquest.

## Beschikbaarheid buiten Canada
- Da Vinci's Inquest werd in Nederland uitgezonden vanaf 2 september 2002 op Yorin.
- De serie startte in de V.S. in de week van 17 september 2005 en draait nu nog steeds op het Retro Television Network. De serie wordt in de V.S. gedistribueerd door Program Partners. De verkoop van reclame gebeurt door Sony Pictures Television.
- In Australië werd het op de late maandagavond uitgezonden op Nine Network en WIN en NBN tot midden 2006. In 2007 werd de serie opnieuw uitgezonden, nu zeer laat op de donderdag (feitelijk de vroege vrijdagochtend).
- In Ierland werd het 's nachts uitgezonden op RTÉ One.
- In IJsland zond Skjár Einn het uit op diverse tijden, waaronder de zaterdagavond.
- In het Verenigd Koninkrijk zond de Living Channel het dagelijks uit om 3 uur 's nachts.
- In Hongarije werd het uitgezonden vanaf 8 juni 2004.
- In Finland werd het door YLE TV2 op zaterdagavond uitgezonden.
- In de noordelijke delen van Estland werd het uitgezonden vanaf 7 juni 2010
- In Spanje draaide het dagelijks op Sony Entertainment España.

## Da Vinci's City Hallen tv-film
In Canada startte de vervolgserie Da Vinci's City Hall op 25 oktober 2005, maar na een eerste seizoen van 13 afleveringen werd de show gestopt door CBC.
In de Verenigde Staten draait Da Vinci's City Hall als onderdeel van de heruitzending van Da Vinci's Inquest en wordt daar gezien als het achtste seizoen van de originele serie. Men gebruikt zelfs de openingsbeelden van de laatste seizoenen van Inquest in plaats van City Hall. 
Een tv-film die zich afspeelt na de twee series, The Quality of Life, werd op 14 juni 2008 uitgezonden op CBC.

## Rolverdeling

### Vaste personages
- Nicholas Campbell als lijkschouwer (burgemeester in seizoen 8) Dominic Da Vinci
- Suleka Mathew als Dr. Sunita "Sunny" Ramen (seizoen 1-6)
- Sarah-Jane Redmond als Sergeant Sheila Kurtz (seizoen 1-7, regelmatig terugkerend in 8)
- Donnelly Rhodes als Detective Leo Shannon (seizoen 1-7)
- Colin Cunningham als Detective Brian Curtis
- Venus Terzo als Detective Angela Kosmo
- Ian Tracey als Detective (lijkschouwer in seizoen 8) Mick Leary
- Camille Sullivan als Detective Suki Taylor
- Gwynyth Walsh als Dr. Patricia Da Vinci (seizoen 1-5)
- Robert Wisden als hoofd Lijkschouwer James Flynn (seizoen 1-2 & het begin van 3)
- Gerard Plunkett als Hoofd Lijkschouwer Bob Kelly (seizoen 3-7; regelmatig terugkerend in 8)
- Alex Diakun als Detective Chick Savoy
- Duncan Fraser als Staff Sgt. Regan (seizoen 1 & het begin vanaf 2)
- Kim Hawthorne als Detective Rose Williams (seizoen 4-7)
- Simone Bailly als Agent Jan Ferris (seizoen 8)
- Stephen E. Miller als Inspecteur (gepensioneerd) Zack McNab (seizoen 8; regelmatig terugkerend als Sgt. in 1-7)
- Hrothgar Mathews als Sergeant Charlie Klotchko (seizoen 8; regelmatig terugkerend in 4-7)
- Brian Markinson als Politie Chef Bill Jacobs (seizoen 8; regelmatig terugkerend in 6-7)
- Mylène Dinh-Robic als Rita Mah (seizoen 8)
- Benjamin Ratner als Sam Berger (seizoen 8)

### Regelmatig terugkerende personages
- Emily Perkins als Sue Lewis
- Robert Clothier als Joe Da Vinci (seizoen 1)
- Joy Coghill als Portia Da Vinci
- Terry Chen als William Chen (seizoen 3, 4, 6 & 7)
- Max Martini als Danny Leary
- Gerard Plunkett als Crown Counsel Bob Kelly (seizoen 1-2) / Chief Coroner Bob Kelly (seizoen 8; vast personage in 3-7)
- Stephen E. Miller als Sergeant Zack McNab (vast personage in seizoen 8 als Inspecteur (met pensioen))
- Jewel Staite als Gabriella Da Vinci (seizoen 1)
- Sarah Strange as Helen (seizoen 1-7)
- Alisen Down als Dr Maria Donato (seizoen 6 & 7)
- Peter Williams als Morris Winston
- Patrick Gallagher als Detective Joe Finn (vast personage in 8)
- Callum Keith Rennie als Detective Bob Marlowe (seizoen 2, 3 & 4)
- Dean Marshall als Agent Carter
- Keegan Connor Tracy als Jackie
- Crystal Lowe als Sylvia
- Hrothgar Mathews als Agent/Sergeant Charlie Klotchko (seizoen 4-7, vast personage in 8)
- Brian Markinson als Politie Chef Bill Jacobs (seizoen 6, 7)
- Hiro Kanagawa als Brandweer Kapitein Roy Komori (seizoen 8)
- Charles Martin Smith als Joe Friedland (seizoen 8)
- Simone Bailly als Agent Jan Ferris  (seizoen 8)
- Gina Holden als Claire (seizoen 8)
- Rebecca Reichert als Marcie (seizoen 8)
- Eugene Lipinski as Lloyd Manning (seizoen 8)
- Rekha Sharma als Agent Cindy Winters (seizoen 8)

## Kenmerken
Da Vinci's Inquest is beroemd om de ongebruikelijke aanpak van de verhalen per aflevering. Anders dan bij andere misdaadseries worden in Da Vinci's Inquest de misdaden niet altijd duidelijk uitgelegd en uitgewerkt. Sommige worden niet eens opgelost.

Ook de langere verhaallijnen maken de serie bijzonder. Sommige verhaallijnen lopen een of meerdere seizoenen door, maar komen dan niet in elke aflevering terug. Voorbeelden van lange verhaallijnen zijn Da Vinci's moeilijkheden met zijn ex en zijn dochter en ook Leo Shannon's zorg voor zijn geesteszieke vrouw. De verplaatsing van het kerkhof van het psychiatrisch ziekenhuis en de verwikkelingen die daaruit volgen, Mick Leary's depressie nadat een vrouwelijke agent die verliefd op hem is zelfmoord pleegt, Da Vinci's gevecht om een tippelzone en het veilige-injectienaalden-project te mogen beginnen zijn lange verhaallijnen die door de serie heen spelen.  